# Улицы Правосудия
Улица Правосудия  (англ. Street Justice) — американо-канадский сериал в жанре экшен, с Карлом Уэзерсом и Брайаном Джинессом в главных ролях. Премьера состоялась 26 сентября 1991 года, последняя серия вышла на экраны 23 мая 1993 года.

## Сюжет
Сериал посвящён бывшему солдату армии США, ныне полицейскому детективу Адаму Бодро и Грейди Джеймисону, специалисту по единоборствам. Будучи ребёнком, Грейди (родители - канадские миссионеры во Вьетнаме были убиты, и мальчик остался сиротой) спас во Вьетнаме жизнь раненному Адаму. После той встречи они никогда не виделись, и когда Адам стал копом, он поклялся найти мальчика, спасшего ему жизнь. В конце концов он его находит.
Адам дает Грейди работу в баре, которым владеет совместно с дочерью своего покойного напарника Мэллоя. Вскоре Грейди начинает помогать Адаму от случая к случаю, применяя знания, приобретённые им на улице, наряду с боевыми искусствами.

## Награды
Международный кинофестиваль в Чикаго, 1993
- Лучшая режиссура в драматическом сериале — Дэвид Уиннинг, эпизод «Parenthood»